# Societat Espanyola per al Processament del Llenguatge Natural
La Societat Espanyola per al Processament del Llenguatge Natural (SEPLN, Sociedad Española para el Procesamiento del Lenguaje Natural) és una associació científica sense ànim de lucre que realitza les seves activitats en l'àrea del processament de llenguatge natural des que va ser creada en 1983. La professora Felisa Verdejo, llavors professora de la Facultat d'Informàtica en la Universitat del País Basc, va ser una dels seus socis fundadors i primera presidenta de la societat.
Les seves dues activitats principals són la celebració anual d'un congrés internacional sobre processament del llenguatge natural i la publicació cada sis mesos de la revista científica Procesamiento del Lenguaje Natural (Processament del Llenguatge Natural). Ambdues activitats han estat la llavor de la creació d'una comunitat investigadora internacional, localitzada principalment a la península ibèrica i a l'Llatinoamèrica, que promou el tractament automàtic del llenguatge natural i, en particular, les seves aplicacions a la llengua espanyola i a les altres llengües de la península ibèrica.

## Congrés
El congrés de la Societat Espanyola per al Processament del Llenguatge Natural se celebra anualment des de 1983. Els articles presentats són avaluats de manera anònima per almenys tres experts de l'àrea del processament del llenguatge natural. En el 2023 es va celebrar a Jaén.

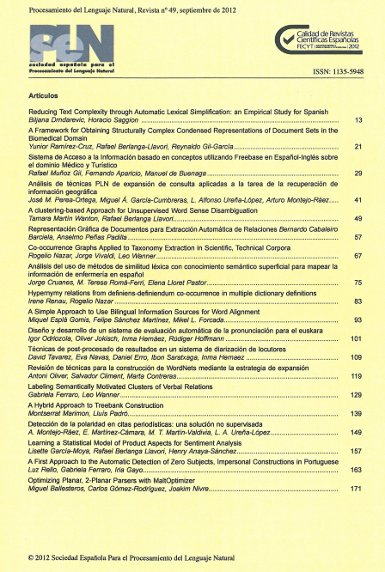
Revista Procesamiento del Lenguaje Natural

## Revista científicaProcesamiento del Lenguaje Natural
La societat edita la revista científica Processament del Llenguatge Natural des de 1983 amb dos números cada any (al març i setembre).
En 2022 tenia un indicador SNIP (Source Normalized Impact per Paper), de Jornal Indicators, de 0,93 i un SJR (de SCIMAGO Journal Rànquings) de 0,421 i una posició en el quartil 3r en aplicacions informàtiques i en el quartil 1r en llenguatge i lingüística.
Els seus articles estan indexats en DBLP.
L'ISSN de la seva edició en paper és 1135-5948. L'ISSN de la seva edició electrònica és 1989-7553.

## Comunitat acadèmica PLN per al castellà, el català, el basc i el gallec

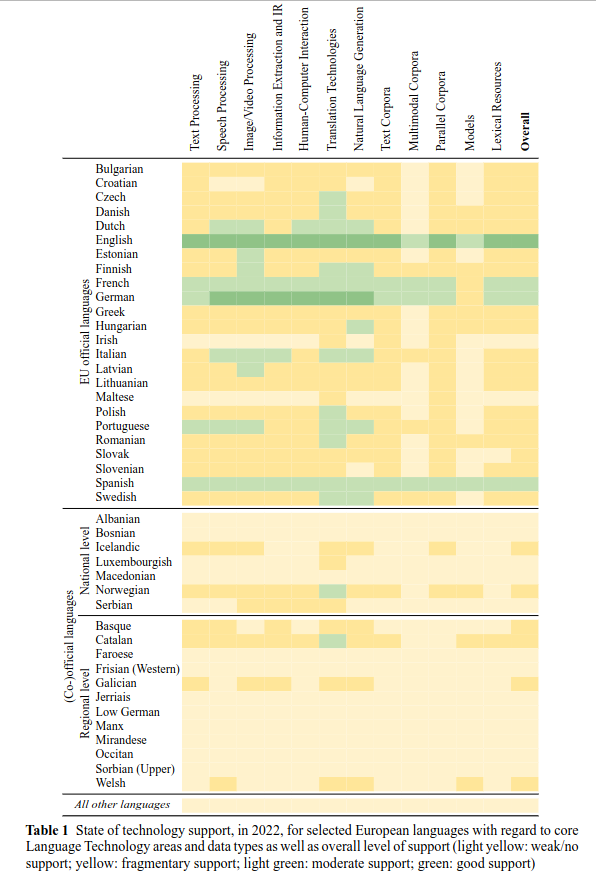
Recursos de tecnologia lingüística per a 43 llengües europees l'any 2022.

La societat SEPLN ha construït una comunitat acadèmica al voltant del processament del llenguatge natural, coordinant més de trenta grups de recerca que treballen amb una d'aquestes quatre llengües: castellà, català, basc i gallec. Aquesta comunitat acadèmica és un referent tant a Amèrica Llatina com a nivell mundial, gràcies a l'èxit dels models dissenyats per al tractament d'aquestes quatre llengües.
El desenvolupament coordinat de tecnologies lingüístiques dut a terme per aquesta comunitat científica ha beneficiat a aquestes quatre llengües i altres com l'asturià o l'aragonès. Aquesta influència positiva de l'activitat de la SEPLN es pot constatar en l'informe del programa europeu European Language Equality (ELE) que analitza la situació de les llengües europees en l'àmbit de les tecnologies lingüístiques l'any 2022. D'una banda, el castellà era una de les quatre llengües amb més recursos entre les llengües oficials, per darrere de l'anglès, lògicament, però a l'alçada de l'alemany i el francès; d'altra banda, el català, el basc i el gallec eren els més ben situats entre les llengües no oficials, juntament amb el gal·lès, fins i tot amb una millor posició que algunes de les llengües oficials o nacionals (com el gaèlic irlandès o el maltès). Aquesta situació es deu possiblement al fet que la tecnologia i els recursos per al català, basc, gallec i castellà es van desenvolupar durant molts anys en fòrums com el de la SEPLN, la qual cosa va facilitar una col·laboració entre grups de recerca que afavoria el desenvolupament sincronitzat de la tecnologia d'aquests quatre idiomes en benefici mutu.
| Llengua  | # Productes | Referència (cerca ELG) |
| -------- | ----------- | ---------------------- |
| Anglès   | 6.192       | [ 10 ]                 |
| Castellà | 2.540       | [ 11 ]                 |
| Alemany  | 2.382       | [ 12 ]                 |
| Francès  | 2.120       | [ 13 ]                 |
| Català   | 641         | [ 14 ]                 |
| Basc     | 353         | [ 15 ]                 |
| Gallec   | 262         | [ 16 ]                 |
| Aragonès | 30          | [ 17 ]                 |
| Asturià  | 21          | [ 18 ]                 |